# پندرگرس (جورجیا)
پندرگرس، جورجیا (به انگلیسی: Pendergrass, Georgia) یک شهر در ایالات متحده آمریکا با جمعیت ۴۲۲ نفر است که در جورجیا واقع شده‌است.

## موقعیت جغرافیایی
موقعیت جغرافیایی شهرها و مناطق اطراف به شرح زیر است: